# Lista das maiores operadoras de navios porta-contêineres

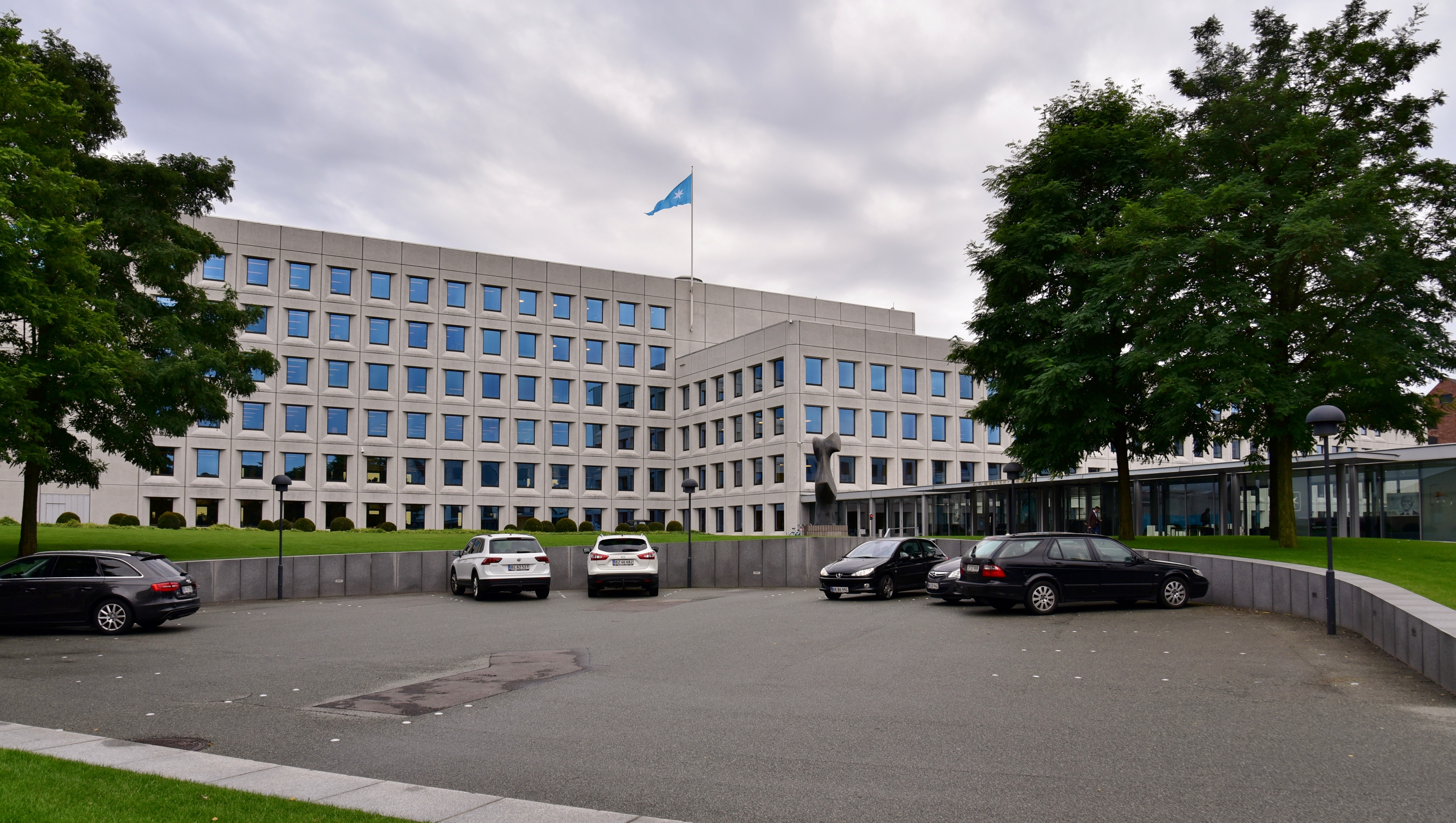
Sede do Grupo A.P. Moller-Maersk em Copenhagen

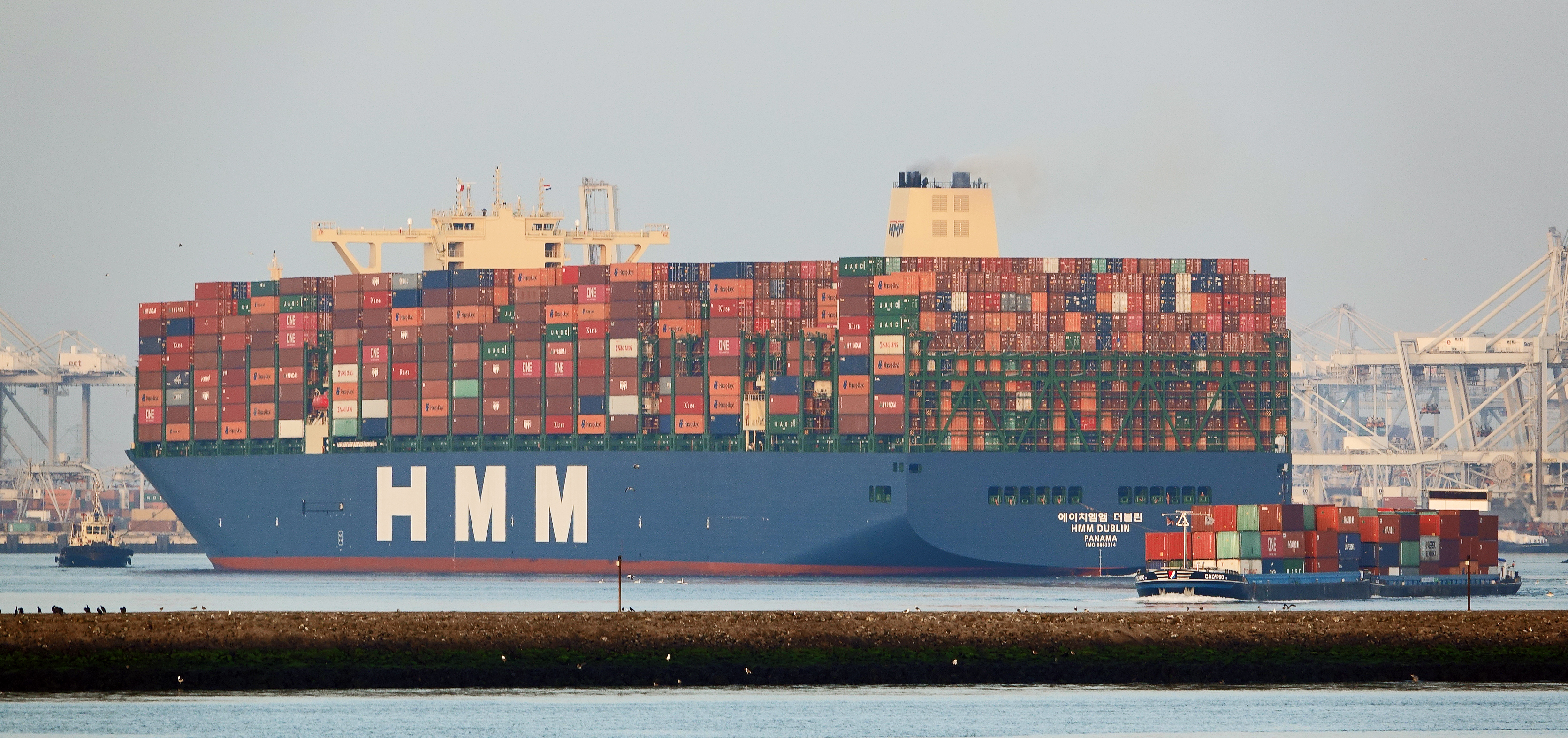
HMM Dublin um dos maiores navios porta-contêineres em operação em 2020, capacidade máxima 23,964 TEU, HMM

Nesta lista estão relacionadas as maiores operadoras de navios porta-contêineres.
O contêiner foi uma invenção do norte-americano Malcom McLean (1913-2001) empresário do setor de transportes, que revolucionou o transporte e o comércio internacional na segunda metade do século XX. A conteinerização levou a uma redução significativa no custo de transporte de carga, eliminando a necessidade de manuseio repetido de peças individuais de carga, e também melhorou a confiabilidade, reduziu o roubo de carga e cortou os custos de estoque ao encurtar o tempo de trânsito. Em 1968 foram publicadas as ISO 338, ISO 790 e ISO 1987 que definem a terminologia, dimensões, classificações, identificações e tamanhos dos atuais contêineres.
Um navio porta-contêineres é uma embarcação especializada voltada ao transporte e movimentação de mercadorias unitizadas em contêineres. O primeiro transporte marítimo de contêineres foi feito em 26 de abril de 1956 pelo navio-tanque  adaptado Ideal X que transportou em seu convés 58 contêineres. Em junho do mesmo ano, o SS Maxton iniciou um serviço de cabotagem nos Estados Unidos transportando containeres. O Gateway City foi o primeiro navio específico para o transporte de contêineres e tinha a capacidade para transportar 226 unidades de 35’ (trinta e cinco pés) equivalente a um navio de 395,5 TEU. Ambos os navios pertenciam a Pan-Atlantic Steamship Company de propriedade de Malcom McLean.
TEU é uma unidade de medida equivalente a um contêiner 20 Pés (é abreviação do termo na língua inglesa Twenty-foot Equivalent Unit). Um TEU representa a capacidade de carga de um contêiner marítimo de 20 pés de comprimento, por 8 de largura e 8 de altura.

## Empresas de navegação
|        | Operadoras                                               | Total | Total     | Participação no Mercado % | Navios em construção |  |
| Navios | Operadoras                                               | TEU   |           | Participação no Mercado % | Navios em construção |  |
| ------ | -------------------------------------------------------- | ----- | --------- | ------------------------- | -------------------- |  |
| 1      | Maersk                                                   | 687   | 4.108.538 | 17.1                      | 14                   |  |
| 2      | MSC                                                      | 576   | 3.839.956 | 16.0                      | 5                    |  |
| 3      | CMA CGM                                                  | 543   | 3.015.109 | 12.5                      | 26                   |  |
| 4      | COSCO                                                    | 496   | 3.006.496 | 12.5                      | 5                    |  |
| 5      | Hapag-Lloyd                                              | 233   | 1.703.823 | 7.1                       |                      |  |
| 6      | Ocean Network Express                                    | 216   | 1.576.047 | 6.5                       |                      |  |
| 7      | Evergreen Marine                                         | 195   | 1.276.578 | 5.3                       | 67                   |  |
| 8      | HMM                                                      | 70    | 710.317   | 3.0                       | 8                    |  |
| 9      | Yang Ming Marine Transport Corporation                   | 90    | 623.263   | 2.6                       | 17                   |  |
| 10     | ZIM                                                      | 66    | 310.582   | 1.3                       |                      |  |
| 11     | Pacific International Lines (PIL)                        | 99    | 307.972   | 1.3                       |                      |  |
| 12     | Wan Hai Lines                                            | 109   | 306.636   | 1.3                       | 19                   |  |
| 13     | Zhonggu Logistics                                        | 115   | 168.581   | 0.7                       | 1                    |  |
| 14     | Korea Marine Transport                                   | 66    | 157.360   | 0.7                       | 3                    |  |
| 15     | IRISL Group                                              | 47    | 93.674    | 0.6                       |                      |  |
| 16     | Antong Holdings                                          | 110   | 141.872   | 0.6                       | 1                    |  |
| 17     | Shandong International Transportation Corporation (SITC) | 88    | 128.688   | 0.5                       | 10                   |  |
| 18     | X-Press Feeders Group                                    | 76    | 108.270   | 0.4                       | 2                    |  |
| 19     | Unifeeder                                                | 69    | 103.110   | 0.4                       |                      |  |
| 20     | TS Lines                                                 | 43    | 93.439    | 0.4                       | 4                    |  |
| 21     | Sinokor Merchant Marine                                  | 67    | 85.951    | 0.4                       | 24                   |  |
| 22     | Matson Navigation Company                                | 28    | 62.111    | 0.3                       | 1                    |  |
| 23     | Global Feeder Shipping                                   | 19    | 61.139    | 0.3                       |                      |  |
| 24     | Sinotrans                                                | 36    | 59.928    | 0.2                       | 1                    |  |
| 25     | Regional Container Lines                                 | 30    | 59.626    | 0.2                       |                      |  |
| 26     | Salam Pacific Indonesia Lines                            | 51    | 57.634    | 0.2                       |                      |  |
| 27     | Arkas Container Transport                                | 33    | 57.280    | 0.2                       | 4                    |  |
| 28     | SM Line                                                  | 10    | 51.507    | 0.2                       |                      |  |
| 29     | Sea Lead Shipping                                        | 15    | 48.182    | 0.2                       |                      |  |
| 30     | Swire Shipping                                           | 26    | 46.196    | 0.2                       | 5                    |  |
| 31     | Emirates Shipping Line                                   | 8     | 45.366    |                           |                      |  |
| 32     | Grupo Grimaldi                                           | 39    | 40.956    |                           | 12                   |  |
| 33     | Transworld Group                                         | 19    | 38.930    |                           |                      |  |
| 34     | Tanto Line                                               | 56    | 37.093    |                           |                      |  |
| 35     | Seaboard Marine                                          | 22    | 36.525    |                           |                      |  |

fonte: Alphaliner, posição em 26 de setembro de 2020.